# Dichelacera trisulca
Dichelacera trisulca är en tvåvingeart som beskrevs av David Fairchild och Philip 1960. Dichelacera trisulca ingår i släktet Dichelacera och familjen bromsar. Inga underarter finns listade i Catalogue of Life.